# Lauren Burns
Lauren Burns (n. 8 iunie 1974, Melbourne, Victoria, Australia) este o sportivă ce a reprezentat Australia, medaliată olimpică. A participat la o ediție a Jocurilor Olimpice (2000) în care a câștigat o medalie de aur.